# Reumatologia

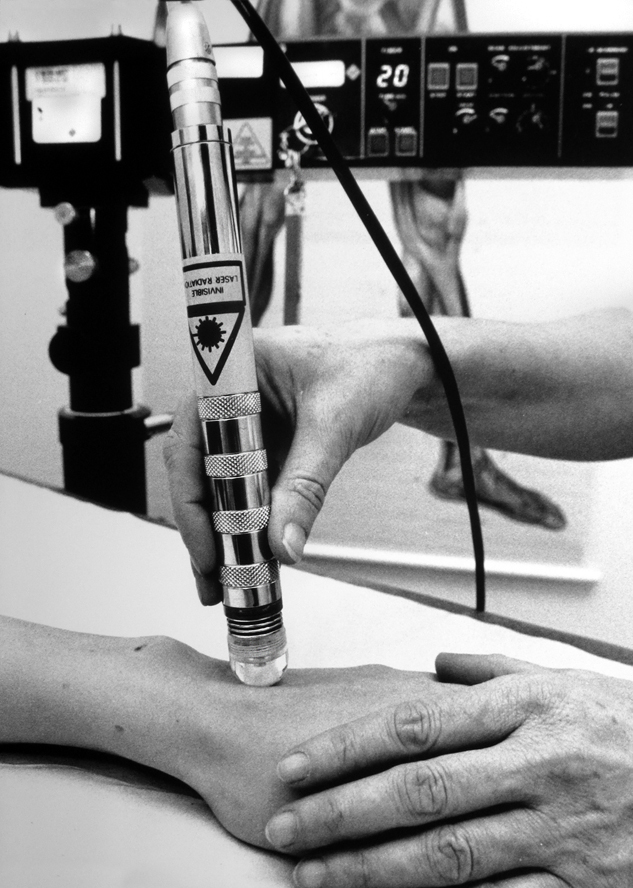

La reumatologia és una especialitat mèdica dedicada als trastorns mèdics (no quirúrgics) de l'aparell locomotor i del teixit connectiu, en general a problemes mèdics que afecten el cor, ossos, cartílag articular, ronyons, pell, fetge i pulmons, que abasta un gran nombre d'entitats clíniques, conegudes en conjunt com "malalties reumàtiques" a les quals s'hi sumen un gran nombre de malalties amb afectació corporal generalitzada: les connectivopaties. Els reumatòlegs tracten principalment els pacients amb malalties que malmeten generalment les articulacions, ossos, músculs, tendons, etc., i fins i tot malalties amb expressió sistèmica o sanguínia.
Moltes d'aquestes malalties són avui dia reconegudes com a trastorns del sistema immunitari, motiu pel qual la reumatologia depèn cada vegada més de la col·laboració amb la immunologia.

## Classificació de les malalties reumatològiques
La reumatologia es dedica a un ampli ventall de malalties, la majoria d'etiologia desconeguda i mecanismes fisiopatològics no gaire ben definits. Això ha dificultat bastant estructurar una classificació general dels processos mòrbids que entren en el domini de la reumatologia. No obstant això, amb esforç i anys d'estudi i investigació s'han anat elaborant classificacions per aconseguir una aproximació més total als malalts amb simptomatologia reumatològica.

### Artropaties degeneratives
Artrosi (malaltia degenerativa articular) = osteoartritis, síndrome artròsic
- Primària (idiopàtica):
  - Localitzada: nòduls de Heberden,[20] nòduls de Bouchard,[21] rizartrosi (del polze),[22] gonartrosi,[23] coxartrosi,[24] altres.
  - Generalitzada.[25]
- Secundària a altres processos patològics: posttraumàtica,[26] congènita, localitzada o múltiple.[27]
- Espondiloartrosi: artrosi discal,[28] artrosi interapofisària, uncartrosi.[29]
- Malaltia de Kashin-Beck[30]

### Artropaties inflamatòries
- Artritis reumatoide[31] i síndrome de Felty[32]
- Artritis crònica erosiva[33]
- Espondiloartropaties[34]
  - Espondilitis anquilosant[35]
  - Artritis psoriàsica (artropatia psoriàsica)[36]
  - Síndrome de Reiter (artritis reactiva)[37]
  - Síndrome de Sweet (dermatosi neutrofílica febril aguda)[38]
  - Artritis de Poncet[39]
  - Artritis associada a pneumoconiosis (síndrome de Caplan)[40]
  - Artritis associada a malalties inflamatòries de l'intestí[41]
  - Altres: espondiloartropatia indiferenciada,[42] síndrome SAPHO (acrònim derivat de les primeres lletres de les alteracions més significatives de la síndrome: Sinovitis, Acne, Pustulosi, Hiperostosi -neoformació o hipertròfia difusa o localitzada de l'os- i Osteïtis -inflamació dels ossos-),[43] uveïtis anterior aguda[44]
- Artritis idiopàtica juvenil
- Malalties per depòsit de microcristalls: gota,[45] sacroiliïtis gotosa aguda,[46] pseudogota,[47] condrocalcinosi,[48] calcinosi cutània,[49] artropatia cristal·lina mixta[50]
- Artritis sèptica[51]

### Malalties del teixit connectiu
- Lupus eritematós sistèmic
- Lupus discoide[52]
- Síndrome d'Evans[53]
- Esclerosi sistèmica[54]
- Esclerodèrmia localitzada[55]
- Fibromatosi plantar[56]
- Síndrome de CREST[57]
- Sindrome de Werner (pseudoesclerodèrmia o progèria de l'adult)[58]
- Sindrome de Rowell[59]
- Síndrome de Sjögren[60]
- Sindrome antisintetasa[61]
- Sindrome d'infiltració limfocitària difusa[62]
- Polimiositis[63]
- Dermatomiositis[64]
- Dermatomiositis juvenil[65]
- Dermatofibrosarcoma protuberans[66]
- Miositis per cossos d'inclusió[67]
- Miositis idiopàtica inflamatòria juvenil[68]
- Miositis necrotitzant autoimmunitària[69]
- Polimiàlgia reumàtica[70]
- Malaltia mixta del teixit conjuntiu[71]
- Sarcoïdosi[72]
  - Sarcoïdosi òssia[73]
  - Sarcoïdosi subcutània (o de Darier-Roussy)[74]
- Vasculitis:
  - Púrpura de Schönlein-Henoch[75]
  - Poliarteritis nodosa[76]
  - Malaltia del sèrum[77]
  - Vasculitis aïllada dels grans vasos pulmonars[78]
  - Vasculitis urticant[79]
  - Vasculitis retiniana[80]
  - Granulomatosi de Wegener[81]
  - Arteritis de cèl·lules gegants (arteritis temporal o malaltia de Horton)[82]
  - Arteritis de Takayasu[83]
  - Síndrome hemofagocítica[84]
  - Malaltia de Behçet[85]
  - Síndrome de Hughes-Stovin[86]
  - Síndrome VEXAS[87]
  - Malaltia de Kawasaki
  - Poliangitis microscòpica[88]
  - Tromboangeitis obliterans (malaltia de Buerger)[89]

### Reumatisme de teixits tous
- Lesions juxta-articulars: bursitis,[90] tendinitis, entesitis,[91] quists[92]
- Alteracions del disc intervertebral[93]
- Lumbàlgia[94]
- Quadres dolorosos miscel·lanis: fibromiàlgia,[95] polimiàlgia reumàtica, camptocòrmia,[96] dolor d'origen psicosomàtic,[97] cervicàlgia[98]
- Colze de tennista,[99] colze de golfista[100] i bursitis de l'olècranon[101]

### Malalties associades als ossos
- Osteoporosi[102]
- Osteoporosi juvenil idiopàtica[103]
- Osteomalàcia[104]
- Osteodistròfia renal[105]
- Fluorosi[106]
- Raquitisme hipofosfatèmic lligat al cromosoma X[107]
- Osteoartropatia hipertròfica[108]
- Hiperostosi vertebral anquilosant[109]
- Malaltia de Paget[110]
- Osteòlisi generalitzada[111]
- Condròlisi idiopàtica de maluc[112]
- Costocondritis[113]
  - Costocondritis atípica[114]
  - Costocondritis infecciosa[115]
- Síndrome de Tietze (o condropatia tuberosa àlgica)[116]
- Osteïtis condensant de l'ilíac[117]
- Displàsia congènita de maluc[118]
- Condromalàcia de la ròtula[119]
- Sindrome de Camurati-Engelmann[120]

### Malalties congènites i familiars que afecten les articulacions
- Alcaptonúria[121]
- Síndrome d'Ehlers-Danlos[122]
- Síndrome de hiperlaxitud articular[123]
- Síndrome de Marfan[124]
- Síndrome de Weill-Marchesani[125]
- Síndrome de Noonan[126]
- Síndrome de Beals[127]
- Síndrome de Hunter (mucopolisacaridosi tipus II)[128]
- Síndrome de Stickler[129]
- Osteogènesi imperfecta[130]

### Síndromes reumàtiques associades a agents infecciosos
- Per mecanisme directe[131]
- Per complicacions indirectes[132]

### Malalties metabòliques/endocrines associades a reumatismes
- Altres anomalies bioquímiques: amiloïdosi,[133] hemofília[134]
- Trastorns hereditaris: febre mediterrània familiar[135]

### Neoplàsies
- Primàries
- Secundàries: síndrome paraneoplàstica,[136] metàstasi[137]

### Trastorns neurovasculars
- Articulació de Charcot[138]
- Síndromes compressius[139]
- Distròfia simpàtica reflexa[140]
- Eritromelàlgia[141]
- Malaltia de Raynaud[142]

### Miscel·lània amb manifestacions articulars
- Reumatisme palindròmic[143]
- Hidrartrosis intermitent[144]
- Macrodistròfia lipomatosa[145]
- Displàsia espondiloepifisària d'inici tardà amb artropatia progressiva[146]
- Reumatismes relacionats amb fàrmacs (amb excepció del lupus)[147]
- Reticulohistiocitosis multicèntrica progressiva[148]
- Sinovitis vellosonodular pigmentada[149]
- Dèficit de vitamina C (escorbut)[150]
- Malaltia pancreàtica autoimmunitària[151]
- Hepatitis autoimmunitària crònica activa[152]
- Traumatisme musculoesquelètic[153]

### Altres
- Síndrome antifosfolipídica[154]
- Malaltia indiferenciada del teixit conjuntiu[155]
- Síndrome similar al lupus[156]
- Síndromes associades a l'antigen Jo-1[157]
- Granuloma de la línia mitjana[158]
- Hemocromatosi hereditària[159]
- Hemocromatosi juvenil[160]
- Panniculitis[161] i altres trastorns del greix cutani (lipodistròfies)[162]
- Síndrome de pancreatitis, panniculitis i poliartritis[163]
- Policondritis recidivant[164]
- Fibrosi retroperitoneal de tipus idiopàtic[165]
- Malaltia de Berger (nefropatia per IgA)
- Síndrome de Churg-Strauss[166]
- Síndrome de l'home rígid[167]
- Síndrome de Parsonage-Turner[168]
- Síndrome de Russell-Silver[169]
- Síndrome de Vogt-Koyanagi-Harada[170]
- Vasculitis crioglobulinémica[171]
- Vasculitis leucocitoclàstica cutània[172]
- Vasculitis per hipersensibilitat[173]
- Vasculitis per consum de cocaïna[174]
- Vasculitis primària del sistema nerviós central[175]
- Fasciïtis eosinofílica[176]
- Malaltia de Whipple[177]
- Malaltia de Still de l'adult[178]
- Vasculitis necrotitzant[179] i altres vasculopaties sindròmiques o no arterioescleròtiques[180]
- Eritema nodós[181]
- Espondilitis[182]